# Fredrik III av Holstein-Gottorp
Fredrik III  , hertig av Holstein-Gottorp, född 22 december 1597, död 10 augusti 1659, var son till Johan Adolf av Holstein-Gottorp och Augusta av Danmark.

## Biografi
Fredrik III efterträdde 1616 sin far Johan Adolf som hertig. Fredrik var en lärd man som hyste stort intresse framför allt för matematik och astronomi och visade en för tiden ovanlig tolerans genom att låta både arminianer och katoliker slå sig ned i landet. Furstemakten styrkte han bl.a. genom att få sin arvsrätt erkänd av ständerna.
Fredrik råkade snart i strid med Danmark angående Bremens ärkebiskopsstol, och fast tvisten bilades, intog Fredrik under Kristian IV:s tyska krig en rätt tvetydig hållning. Vid Torstenssons infall 1643 trädde han i förbindelse med denne.
Efter att ha fått sin dotter Hedvig Eleonora gift med Karl X Gustav arbetade Fredrik alltmer direkt för att befria sitt land från Danmarks suveränitet och slöt 1657 ett formellt förbund med Sverige. I maj 1658 erkändes också i ett tillägg till freden i Roskilde hertigens suveränitet.

## Familj
Fredrik III var gift med Marie Elisabeth av Sachsen.
Barn (i urval):
- Sophie Auguste av Holstein-Gottorp, född 1630, död 1680, gift med Johan VI, furste av Anhalt-Zerbst.
- Magdalena Sibylla av Holstein-Gottorp född 1631, död 1719, gift med Gustav Adolf, hertig av Mecklenburg-Güstrow.
- Marie av Holstein-Gottorp född 1634, död 1665, gift med Ludvig VI av Hessen-Darmstadt.
- Hedvig Eleonora av Holstein-Gottorp född 1636, död 1715, gift med Karl X Gustav av Sverige.
- Kristian Albrekt av Holstein-Gottorp född 1641, död 1695, gift med Fredrika Amalia av Danmark.
- Augusta Maria av Holstein-Gottorp född 1647, död 1728, gift med Fredrik VII av Baden-Durlach.

Carl XVI Gustaf av Sverige härstammar från alla dessa sex barn till Fredrik III (från Hedvig Eleonora dock endast om Peter III av Ryssland verkligen var far till Paul I av Ryssland, vilket har betvivlats).